# Puebla de Albortón
Puebla de Albortón é um município da Espanha na província de Saragoça, comunidade autónoma de Aragão, de área 76,81 km² com população de 137 habitantes (2007) e densidade populacional de 1,87 hab/km².
É provável que a cidade Ebora  dos edetanos estivesse localizada no município de Puebla d'Albortón .

## Demografia
| Variação demográfica do município entre 1991 e 2004 | Variação demográfica do município entre 1991 e 2004 | Variação demográfica do município entre 1991 e 2004 | Variação demográfica do município entre 1991 e 2004 |
| --------------------------------------------------- | --------------------------------------------------- | --------------------------------------------------- | --------------------------------------------------- |
| 1991                                                | 1996                                                | 2001                                                | 2004                                                |
| 155                                                 | 158                                                 | 138                                                 | 144                                                 |